# Thaumatobactron guentheri
Thaumatobactron guentheri är en insektsart som beskrevs av Frank H.Hennemann och Oskar V.Conle 1997. Thaumatobactron guentheri ingår i släktet Thaumatobactron och familjen Phasmatidae. Inga underarter finns listade i Catalogue of Life.